# Herczenik Anna
Herczenik Anna (Vác, 1977. december 3. –) opera-énekesnő (szoprán), színésznő. Férje Cser Ádám karmester.

## Élete
Tíz évig hegedülni, majd 1992-től négy esztendőn keresztül énekelni tanult. A Liszt Ferenc Zeneművészeti Egyetem magánének tanszakán végzett, ahol tanára Pászthy Júlia volt.
1996-ban megnyerte a II. Ádám Jenő Országos és Nemzetközi Dalversenyt és a 10. Ki-Mit-Tud? televíziós verseny operakategóriáját. Többször énekelt az MR Szimfonikus Zenekarral és a MÁV Szimfonikus Zenekarral.
2001-től az OperaStúdió, 2002-től az Operaház magánénekesnője, 2013-tól szabadúszó.

## Operaszerepek
|                  |                                          |                   |
| szerző           | mű                                       | szerep            |
| Bizet            | Carmen                                   | Micaëla           |
| Cimarosa         | A titkos házasság                        | Carolina          |
| Donizetti        | Szerelmi bájital                         | Adina             |
| Donizetti        | Szerelmi bájital                         | Giannetta         |
| Donizetti        | Rita                                     | Rita              |
| Erkel Ferenc     | Hunyadi László                           | Szilágyi Erzsébet |
| Erkel Ferenc     | Hunyadi László                           | Gara Mária        |
| Fekete Gyula     | A megmentett város                       | Vili              |
| Kacsóh Pongrác   | János vitéz                              | Iluska            |
| Leoncavallo      | Bajazzók                                 | Nedda             |
| Mozart           | Figaro házassága                         | Susanna           |
| Mozart           | Figaro házassága                         | Barbarina         |
| Mozart           | Don Giovanni                             | Donna Anna        |
| Mozart           | Don Giovanni                             | Donna Elvira      |
| Mozart           | Don Giovanni                             | Zerlina           |
| Mozart           | Così fan tutte                           | Fiordigi          |
| Mozart           | Varázsfuvola                             | Pamina            |
| Mozart           | Varázsfuvola                             | Papagena          |
| Mozart           | Varázsfuvola                             | Első dáma         |
| Mozart           | Varázsfuvola                             | Második dáma      |
| Offenbach        | Hoffmann meséi                           | Antonia           |
| Orbán György     | Bűvölet                                  | A feleség         |
| Puccini          | Bohémélet                                | Mimi              |
| Puccini          | Bohémélet                                | Musetta           |
| Puccini          | Tosca                                    | Tosca             |
| Puccini          | Edgar                                    | Fidelia           |
| Puccini          | Turandot                                 | Liu               |
| Puccini          | Gianni Schicchi                          | Lauretta          |
| Puccini          | Pillangókisasszony                       | Csocsoszán        |
| Szokolay Sándor  | Vérnász                                  | Feleség           |
| Vajda János      | Karnyóné                                 | Boris             |
| Verdi            | Falstaff                                 | Alice             |
| Verdi            | Falstaff                                 | Nannetta          |
| Verdi            | Nabucco                                  | Abigél            |
| Verdi            | Don Carlos                               | Elisabetta        |
| Vidovszky László | Nárcisz és Echo                          |                   |
| Wagner           | A Rajna kincse                           | Freia             |
| Wagner           | Walkür                                   | Sieglinde         |
| Wagner           | Tristan és Izolda                        | Brangene          |
| Weill            | Mahagonny városának tündöklése és bukása | Jenny Smith       |
| Zemlinsky        | Törpe                                    | Ghita             |

## Operettszerepek
| szerző         | mű                   | szerep        |
| -------------- | -------------------- | ------------- |
| Huszka Jenő    | Lili bárónő          | Lili          |
| Kálmán Imre    | Csárdáskirálynő      | Szilvia       |
| Kálmán Imre    | Marica grófnő        | Marica        |
| Kálmán Imre    | A cirkuszhercegnő    | Fedora        |
| Lehár Ferenc   | A víg özvegy         | Glavari Hanna |
| Lehár Ferenc   | Cigányszerelem       | Zorika        |
| Henk Nieland   | Mata Hari            | Anna          |
| Henk Nieland   | Frida                | Frida         |
| Henk Nieland   | Rembrandt és Spinóza | Hendrikje     |
| Johann Strauss | A Cigánybáró         | Szaffi        |

## Filmszerepek
- A Duna TV operatörténeti sorozata Kolozsvári operamesék címmel, 2000
- Hivatal (Nagy Viktor Oszkár filmje, 2015)
- The Boy on the Train (Roger Deutsch filmje, 2015)

## Előadások, részletek
- 1998, Gödöllő: Mozart Varázsfuvola, Pamino és Papageno duettje
- 2006, Millenáris Teátrum: Tom Johnson: 4 hangú opera - Variációs duett
- 2011, Szegedi Szabadtéri Játékok: Puccini Turandot, Liu halála
- 2012, Kodály Központ, Pécs: Puccini. Pillangókisasszony Nagyária
- 2013, Spinoza Színpad: Spinoza & Rembrandt - Játékos Opera a Spinozában
- 2010-, Pintér Béla és Társulata: Tündöklő Középszer - Juci

## Beszélgetések
- Operaénekes és táncművész vehette át a Gödöllő Kultúrájáért díjat
- Szegedi Szabadtéri Játékok  2011
- Marica grófnő Gödöllőn
- Két szék között, vendég: Herczenik Anna, Gödöllő, 2018

## Kitüntetés
- 2013, Gödöllő Kultúrájáért

## Diszkográfia
- 2008: Mozart dalok és operarészletek, Architekton